# A-Ma-templet
22°11′10″N 113°31′52.10″Ø / 22.18611°N 113.5311389°Ø
A-Ma-templet, kantonesisk: Ma Kok Miu, portugisisk: Templo de A-Ma er Macaos mest kendte tempel. Det ligger på vestsiden på den sydlige del af Macaohalvøen, ved foden af Barra-højden. Templet er viet til gudinden A-Ma, bedre kendt under navnet Tin Hau, som foretrækkes på Hongkong-siden af Perlefloden. Det oprindelige tempel var allerede bygget da portugiserne ankom i 1500-tallet, og templet gav antagelig byen dets navn. Dette er endnu tydeligere i det kinesiske bynavn: Aomen. Det kantonesiske navn for byen er Ou Mun.
Det er muligt at det portugisiske navn er afledet af svaret på spørgsmålet: «Hvor er vi kommet nu»? Svar: «A-Ma gau» – A-Mau-vigen.
Det nuværende tempel er antagelig fra 1600-tallet. Den årlige A-Ma-festival finder sted en gang i tidsrummet sent april – tidlig maj hvert år.